# Ianduba
Ianduba es un género de arañas araneomorfas de la familia Corinnidae. Se encuentra en Sudamérica.

## Lista de especies
Según The World Spider Catalog 12.0:
- Ianduba abara Bonaldo & Brescovit, 2007
- Ianduba caxixe Bonaldo, 1997
- Ianduba mugunza Bonaldo & Brescovit, 2007
- Ianduba patua Bonaldo, 1997
- Ianduba paubrasil Bonaldo, 1997
- Ianduba varia (Keyserling, 1891)
- Ianduba vatapa Bonaldo, 1997